# Scaptius chrysoperina
Scaptius chrysoperina är en fjärilsart som beskrevs av M.Gaede 1928. Scaptius chrysoperina ingår i släktet Scaptius och familjen björnspinnare. Inga underarter finns listade.